# Provincies van Costa Rica
Costa Rica bestaat uit zeven provincies (provincias). De gouverneurs van de provincies worden door de president aangewezen. De provincies hebben meestal dezelfde naam als hun hoofdstad en zijn opgedeeld in gemeenten (cantón).
De provincies zijn elk met een ster vertegenwoordigd in het wapen van Costa Rica, dat ook op de Costa Ricaanse vlag staat.

## Overzicht provincies van Costa Rica
| Nr.                   | Provincie  | Hoofdstad    | Oppervlakte | Inwoners  |
| --------------------- | ---------- | ------------ | ----------- | --------- |
| 1                     | Alajuela   | Alajuela     | 9.758 km²   | 848.146   |
| 2                     | Cartago    | Cartago      | 3.125 km²   | 490.903   |
| 3                     | Guanacaste | Liberia      | 10.141 km²  | 326.953   |
| 4                     | Heredia    | Heredia      | 2.657 km²   | 433.677   |
| 5                     | Limón      | Puerto Limón | 9.189 km²   | 386.682   |
| 6                     | Puntarenas | Puntarenas   | 11.266 km²  | 410.929   |
| 7                     | San José   | San José     | 4.966 km²   | 1.404.242 |
| Bron: inwoners (2011) |            |              |             |           |

| Kaart                     |
| ------------------------- |
| Provincies van Costa Rica |
| Provincies van Costa Rica |